# Camille Fouché
 (juillet 2022).
Si vous disposez d'ouvrages ou d'articles de référence ou si vous connaissez des sites web de qualité traitant du thème abordé ici, merci de compléter l'article en donnant les références utiles à sa vérifiabilité et en les liant à la section « Notes et références ».
Marie Camille Emmanuel Fouché, né à Taillebourg le 17 juin 1855 et mort le 31 octobre 1927 à Jonzac, est un prêtre catholique et historien français. 

## Biographie
Il est ordonné prêtre diocésain à La Rochelle le 3 octobre 1880 et fut professeur à l'Institut Saint-Pierre à Saintes de 1879 à 1883. 
Il obtient la charge de vicaire à Saint-Martin de Pons du 1er octobre 1883 au 1er janvier 1884.  Le 20 juin 1886, il est nommé curé de Crazannes puis curé de Fontenet le 1er août 1890. 
L'abbé Fouché devient le 2 avril 1910, curé archiprêtre de Jonzac ainsi que chanoine honoraire.

## Publications
- Monographie de Saint-Julien-de-l'Escap (2009)
- Taillebourg-sur-Charente, histoire de ses seigneurs et de son château (1984)
- Jonzac, son église, son château, Saint-Anthème, Saint-Germier, Antoine de Saint-Aulaire, Guillaume Gardras (1924)
- Taillebourg et ses seigneurs (1911)
- Taillebourg : la collégiale Notre-Dame ou Sainte-Croix, le prieuré de Saint-Savin, l'hôpital Saint-Jacques, la léproserie, hommes illustres (1905)
- Notice historique. Poursay-Garnaud (1904)
- Notice historique. Saint-Julien-de-l'Escap (1904)
- Fontenet (990-1903) (1903)